# Ний
Ний — средневековый башенный город-поселение в Ингушетии. Расположен в Джейрахском районе. Ныне покинутый населённый пункт; административно входит в сельское поселение Гули. Из Ний ведёт своё происхождение крупнейший ингушский тейп Йовлой.
На территории города-поселения Ний имеется множество исторических объектов средневековой ингушской архитектуры: 4 боевые башни (вӀов), 1 — полубоевая и 13 полуразрушенных жилых башен (гӀала), а также 2 столпообразных святилища и 14 склеповых могильников (из них 2 подземные, 6 полуподземные, 5 наземные и 1 с открытой с фасада поминальной камерой). В настоящее время данные объекты и вся территория поселения входят в Джейрахско-Ассинский государственный историко-архитектурный и природный музей-заповедник и находятся под охраной государства.

## География
Ний расположен на правом притоке реки Тхаба-чоч, на высоте 1700 м над уровнем моря. Ближайшие поселения: на востоке — селения Нийкоате и Мусийкъонгийкоте, на юге — Башни двух жён, на юго-востоке — Цизды, на западе и юго-западе — селения Пялинг, Тиша Йовли, Йовли.

## Галерея

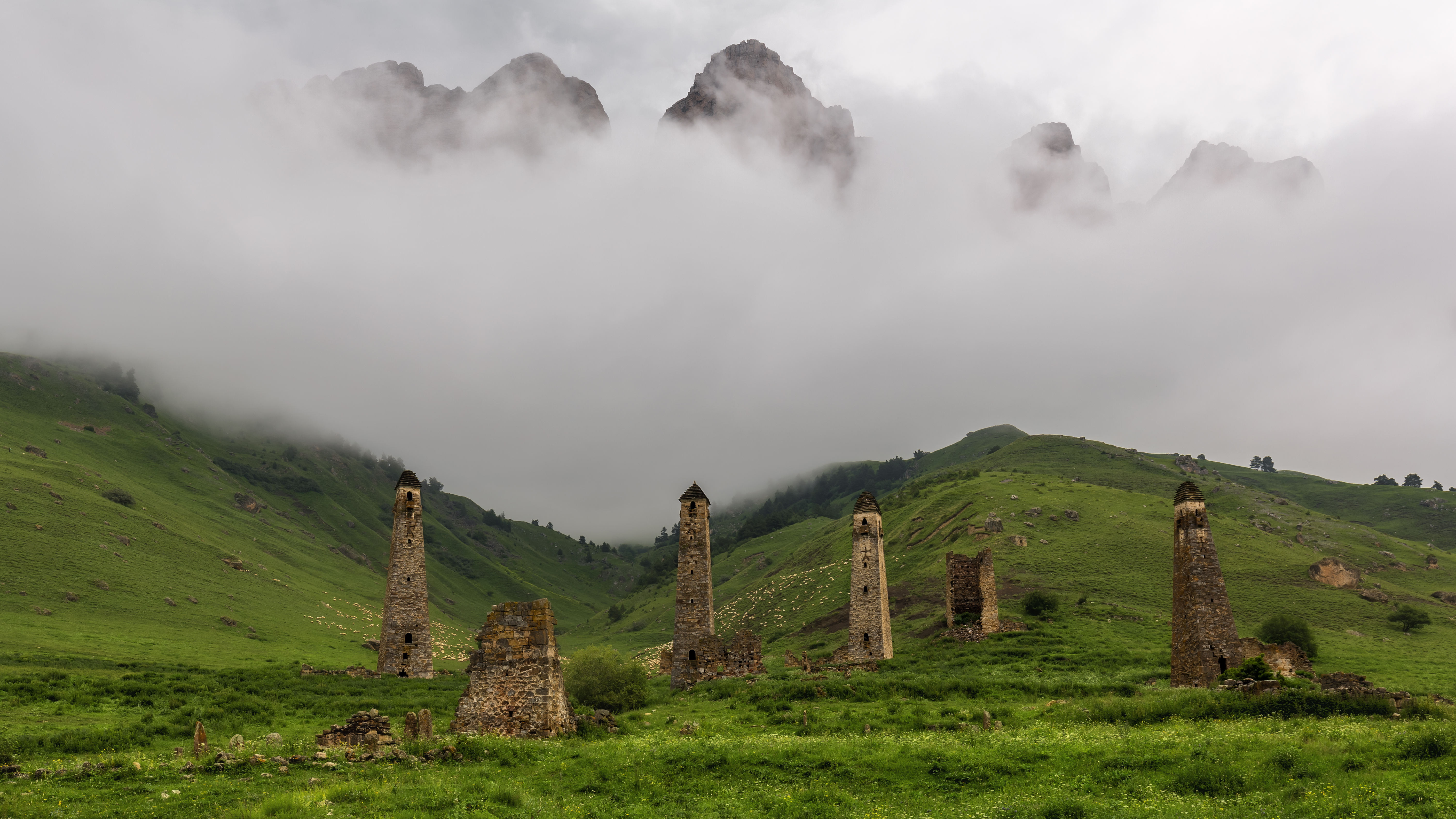
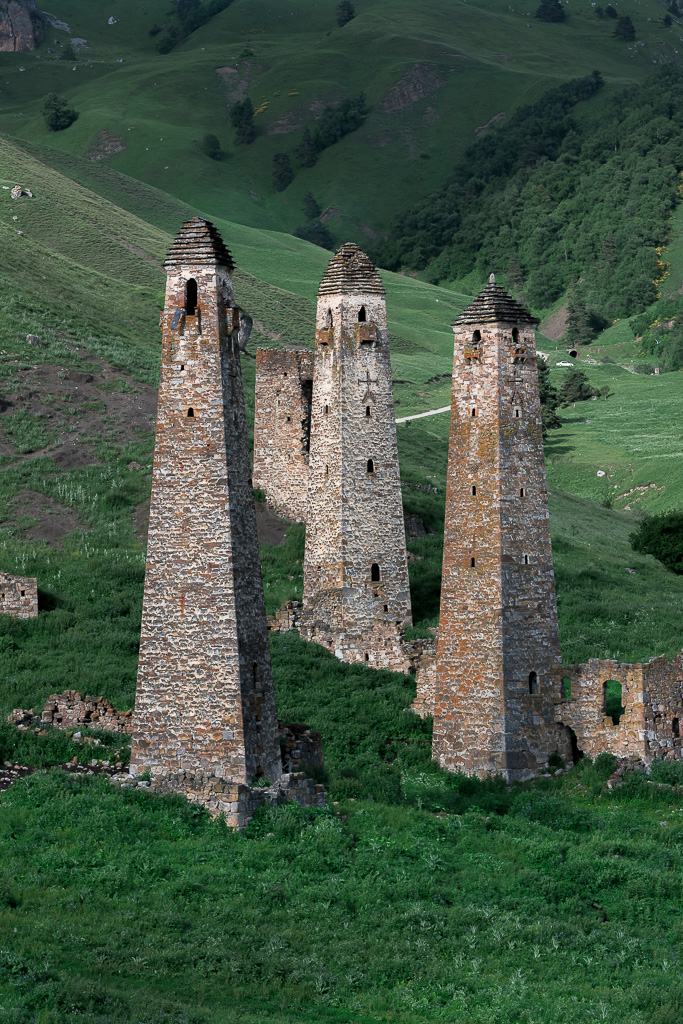
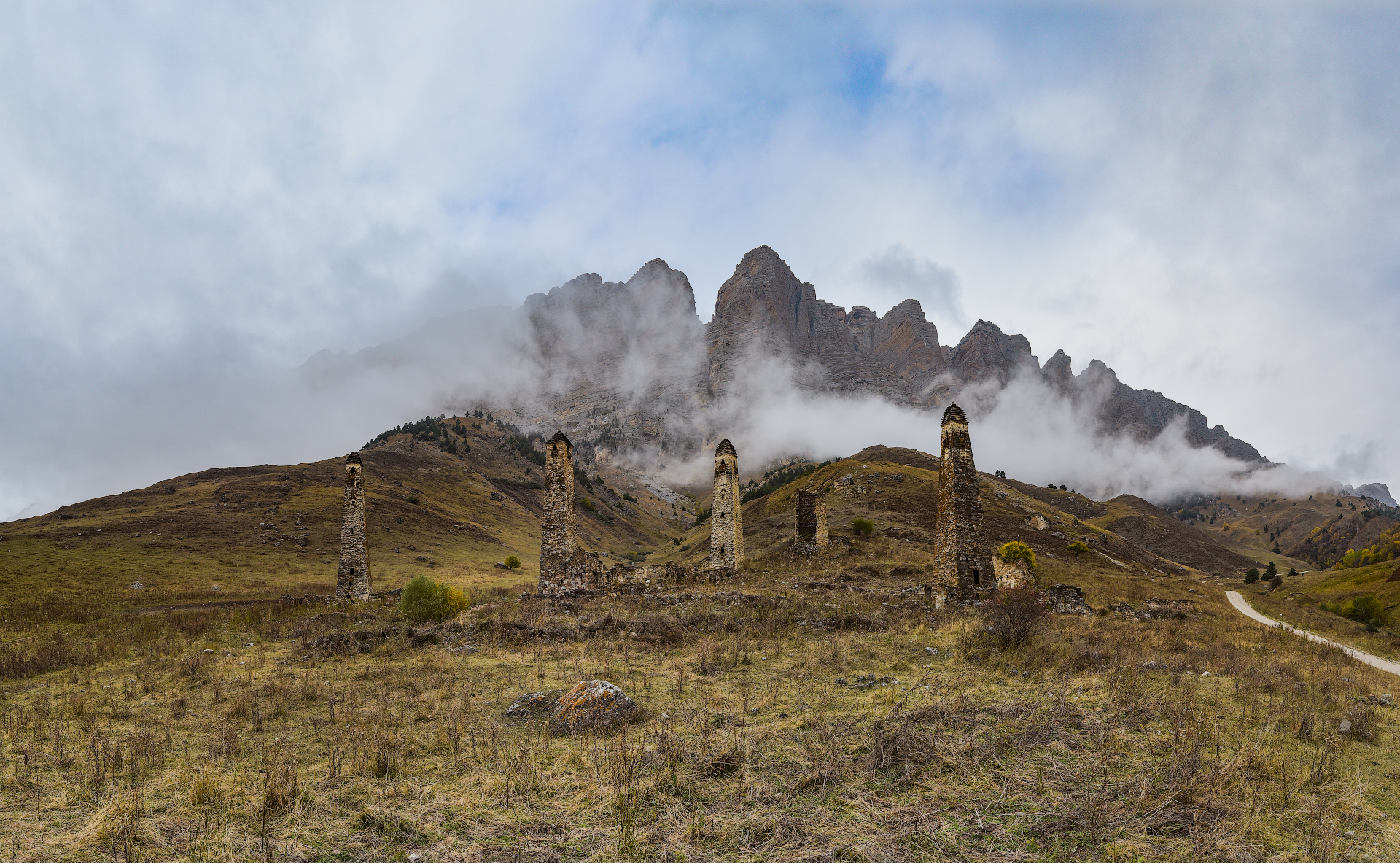
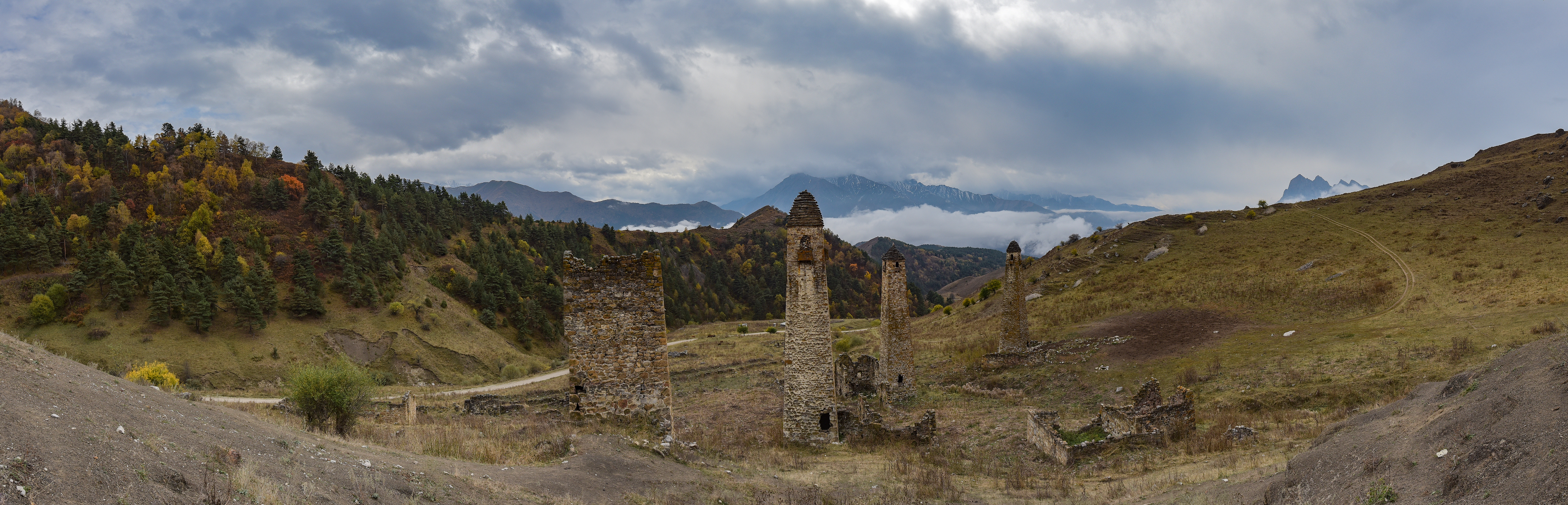
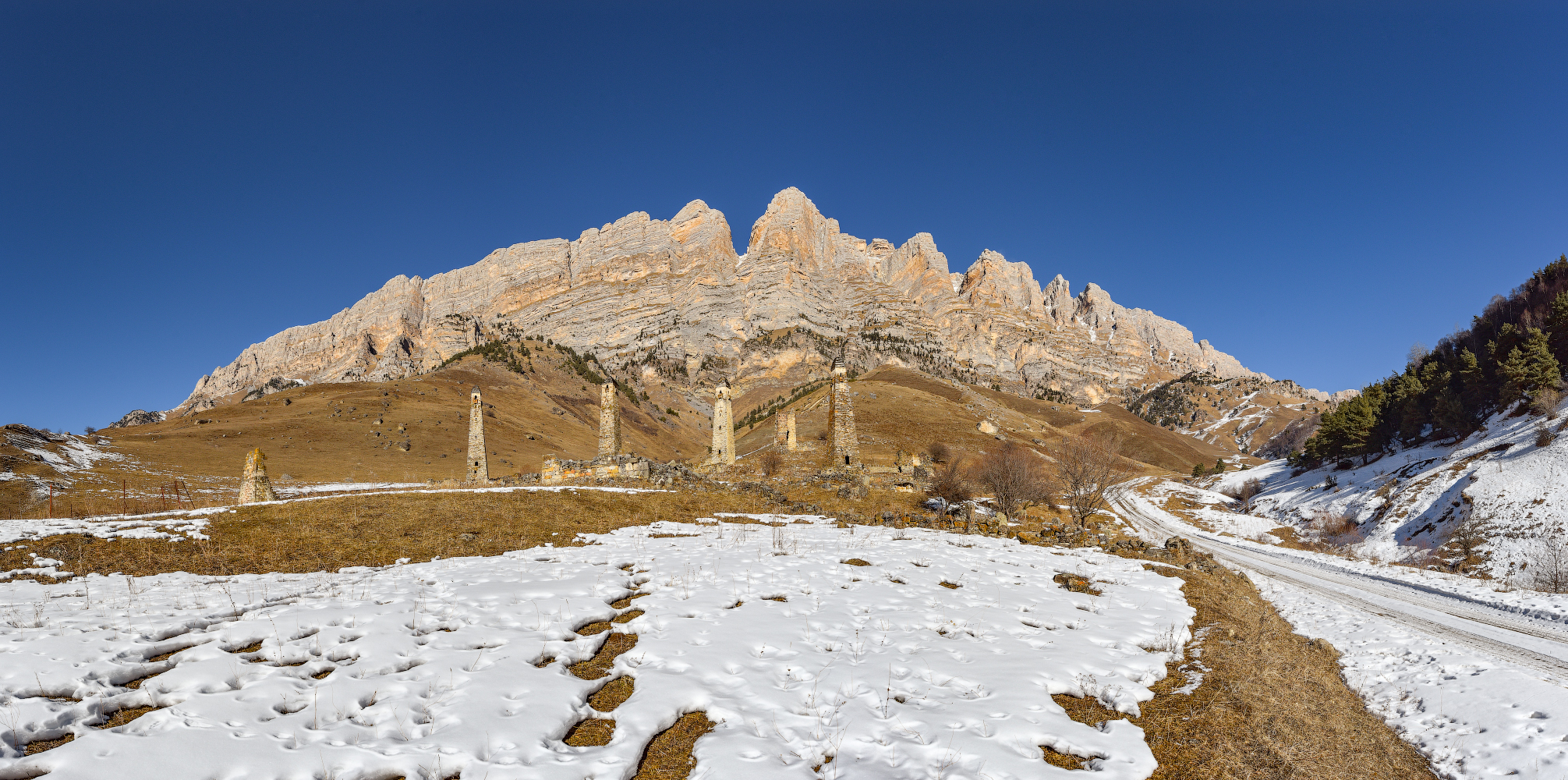
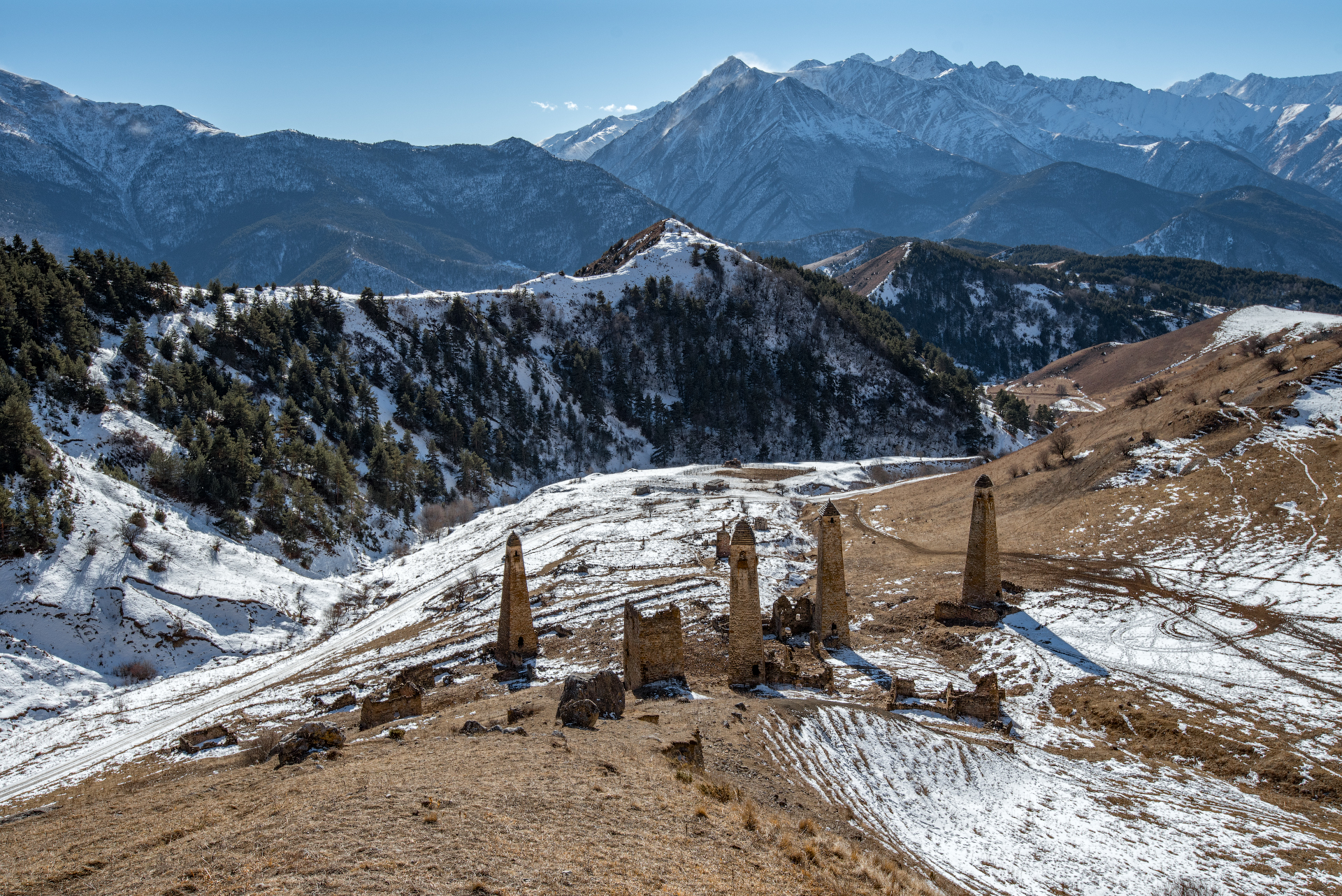

## История
С южной стороны непосредственно к селению Ний примыкала протяжённая высокая каменная заградительная стена с широкими арочными запирающимися воротами. Здесь обычно постоянно дежурила хорошо вооружённая местная стража, контролирующая пролегавшую военную, торгово-транспортную дорогу («Дорогу ингушей») и взимающая за проход плату (тканями, оружием и пр.). В стене были устроены специальные боевые площадки, сводчатые оконные проёмы, ниши, бойницы для стрельбы и наблюдения.
В различные периоды селение обследовали такие учёные как В. Ф. Миллер, Л. П. Семёнов, И. П. Щеблыкин, Е. И. Крупнов. Д. Ю. Чахкиев и другие.